# Ljiljana Tošković
Ljiljana Tošković (zm. 13 marca 2018 w Warszawie) – prawniczka, w latach 1992–1994 doradca w kancelarii premiera Czarnogóry Milo Đukanovića. Ambasador Czarnogóry w Polsce 2016–2018.

## Życiorys
Ukończyła studia prawnicze na Uniwersytecie Czarnogóry. W latach 1986–1989 pracowała jako doradca w sekretariacie Współpracy Międzynarodowej Czarnogóry, a potem Spraw Zagranicznych. Funkcję doradcy w kancelarii premiera Czarnogóry Milo Đukanovića pełniła w latach 1992–1994.
Następnie pracowała w Ministerstwie Spraw Zagranicznych Jugosławii w Belgradzie, między innymi jako: dyrektor Departamentu Dalekiego Wschodu, Australii i Pacyfiku, zastępca dyrektora w Ministerstwa Jugosławii, Serbii i Czarnogóry w Belgradzie, radca oraz charge d’affaires Ambasady Serbii i Czarnogóry w Chinach (2005–2006), dyrektor ds. ONZ i innych organizacji międzynarodowych przy MSZ, dyrektor Generalny Inspektoratu MSZ Czarnogóry (2013–2015), dyrektor generalny Departamentu Spraw Bilateralnych przy MSZ i Integracji Europejskiej.
Pełniła funkcję ambasadora nadzwyczajnego i pełnomocnego Czarnogóry w Chińskiej Republice Ludowej i od 13 września 2016 roku w Polsce. Podczas pobytu w Warszawie złożyła listy uwierzytelniające na ręce prezydent Litwy Dalii Grybauskaitė i objęła obowiązki ambasadora nadzwyczajnego i pełnomocnego nierezydenta Czarnogóry na Litwie z siedzibą w Warszawie.
Zmarła w Warszawie marcu 2018 roku. Została pochowana na cmentarzu w Kolašinie.